# Kerivoula titania
Kerivoula titania is een vleermuis uit het geslacht Kerivoula die voorkomt in Zuidoost-Azië. De soort werd in 2007 beschreven op basis van materiaal uit Cambodja, maar is ook gevonden in Laos, Myanmar, Thailand en Vietnam. Verschillende dieren die nu tot deze soort gerekend worden, werden aanvankelijk als K. flora geïdentificeerd. De soort is genoemd naar Titania, een personage uit William Shakespeares Een midzomernachtsdroom, om de "nimfachtige aard" van de vleermuis te benadrukken.
Deze soort heeft een afgeplatte schedel, een kenmerk dat zij deelt met de grotere, in 2004 beschreven K. kachinensis. K. titania is een middelgrote soort met een harige bek, maar bijna naakte, grote oren met daarin een lange, smalle tragus. Aan de bovenkant van het lichaam zijn de haren grijsachtig, aan de onderkant hebben ze zwarte wortels en witte punten. De doorschijnende vleugels en staartmembranen zijn grijs. De voorarmlengte bedraagt 32,4 tot 35,9 mm, de staartlengte 45,8 tot 53,0 mm, de achterovletengte 7,1 tot 8,3 mm, de tibialengte 18,4 tot 19,7 mm, de oorlengte 12,8 tot 15,0 mm en het gewicht 4,0 tot 7,9 g.